# Sundhagen
Sundhagen – gmina w Niemczech, wchodząca w skład urzędu Miltzow w powiecie Vorpommern-Rügen, w kraju związkowym Meklemburgia-Pomorze Przednie. W dzielnicy Miltzow znajduje się siedziba urzędu.
Dzielnice gminy: Ahrendsee, Behnkendorf, Brandshagen, Bremerhagen, Dömitzow, Engelswacht, Falkenhagen, Gerdeswalde, Groß-Behnkenhagen, Groß-Miltzow, Hankenhagen, Hildebrandshagen, Horst, Jager, Jeeser, Kirchdorf, Klein-Behnkenhagen, Klein Miltzow, Mannhagen, Middelhagen, Miltzow, Neuhof, Niederhof, Oberhinrichshagen, Reinberg, Reinkenhagen, Segebadenhau, Schönhof, Stahlbrode, Tremt, Wendorf, Wilmshagen i Wüstenfelde.